# Roseanna
 Ikke at forveksle med den amerikanske sitcom, Roseanne.
Roseanna er en svensk kriminalroman fra 1965 af forfatterne Maj Sjöwall og Per Wahlöö.
Bogen er den første i serien Roman om en forbrydelse på ti bind, som forfatterne skrev i perioden 1965-75.
Serien er i 2007 blevet nyoversat til dansk og udgivet på Forlaget Modtryk.

## Handling
En ung kvinde findes død i Göta kanalen. Hun er nøgen og er blevet mishandlet og myrdet. Sagen er næsten uløselig, da ingen er i stand til at identificere hende, og det er uklart, hvor og af hvem hun er blevet myrdet. Men pludselig får efterforskerne heldet med sig. Via Interpol bliver hendes identitet afsløret som Roseanna McGraw, en turist, der tog en bådtur gennem regionen, hvor hun blev myrdet. En grundig efterforskning følger for at fastslå, hvem der var med hende på båden.
I denne bog introduceres Martin Beck, Lennart Kollberg og Fredrik Melander. Senere dukker Åke Stenström op for første gang. Mindre karakterer, der også forekommer i de efterfølgende romaner, er kommissær Åhlberg fra Motala politi og kommissær Sonja Hansson fra Stockholms politi. Becks kone samt søn og datter introduceres også.